# Eve MacFarlane
Eve MacFarlane, née le 27 septembre 1992 à Rangiora, est une rameuse néo-zélandaise.

## Biographie
Elle a remporté l'or en deux de couple avec Zoe Stevenson aux championnats du monde d'aviron 2015.

## Résultats

### Jeux olympiques
| Épreuve / Édition | Épreuve / Édition | Londres 2012 |
| ----------------- | ----------------- | ------------ |
| Quatre de couple  | Quatre de couple  | 7e           |

### Championnats du monde
| Épreuve / Édition | Épreuve / Édition | Bled 2011 | Chungju 2013 | Amsterdam 2014 | Aiguebelette 2015 |
| ----------------- | ----------------- | --------- | ------------ | -------------- | ----------------- |
| Quatre de couple  | Quatre de couple  | 3e        | -            | -              | -                 |
| Deux de couple    | Deux de couple    | -         | -            | -              | 1re               |
| Huit              | Huit              | -         | 7e           | -              | -                 |

### Jeux olympiques de la jeunesse
| Épreuve / Édition | Épreuve / Édition | Singapour 2010 |
| ----------------- | ----------------- | -------------- |
| Deux de couple    | Deux de couple    | 7e             |

### Championnats du monde juniors
| Épreuve / Édition   | Épreuve / Édition   | Brive-la-Gaillarde 2009 | Racice 2010 |
| ------------------- | ------------------- | ----------------------- | ----------- |
| Quatre sans barreur | Quatre sans barreur | -                       | 1re         |
| Huit (W8+)          | Huit (W8+)          | 2e                      | -           |